# Microbiota intestinal

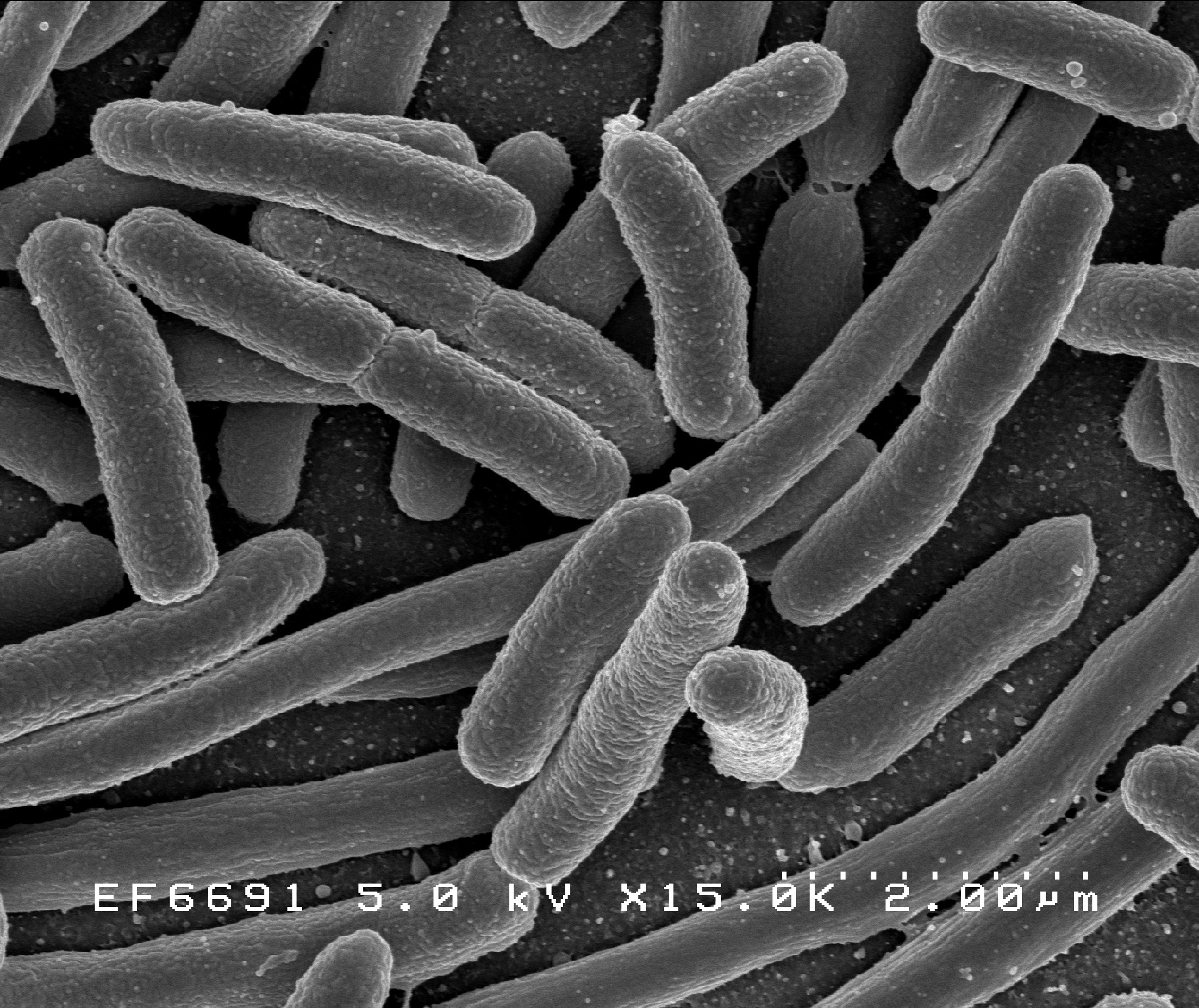
Escherichia coli, una de les moltes espècies de bacteris presents a l'intestí humà.

	Es denomina microbiota intestinal o flora intestinal el conjunt de bacteris i altres microorganismes que viuen a l'intestí, amb una relació que a vegades és comensalista i d'altres simbiòtica. La gran majoria d'aquests bacteris no són perjudicials, i molts són beneficiosos. Es calcula que a l'interior d'una persona viuen unes dues mil espècies bacterianes diferents, de les quals només un centenar poden arribar a ser perjudicials. Moltes espècies animals depenen molt estretament de la microbiota que viu en el seu aparell digestiu. Per exemple, si les vaques no en tinguessin, no serien capaces de digerir la cel·lulosa, ni els tèrmits d'alimentar-se de la fusta, ja que no són ells mateixos, sinó la seva microbiota, que processen aquest tipus d'aliments. En l'ésser humà, la dependència no és tan radical, però sí important. De vegades la microbiota ajuda a absorbir nutrients i constitueix un ecosistema complex que s'autorregula i es manté en equilibri. En altres ocasions algunes espècies són imprescindibles per a la síntesi de determinats compostos, com ara la vitamina K i algunes vitamines del complex B. També tenen efectes col·laterals, com la producció dels gasos responsables de l'olor característica dels excrements. I n'hi ha que poden causar infeccions de gravetat variable.
En l'intestí dels nadons no hi ha microorganismes. Durant les primeres etapes de la vida es va component un tipus de microbiota inicial, primerament a partir de la microbiota vaginal i gastrointestinal de la mare. Posteriorment, per efecte de la llet materna, s'afavoreix un predomini de bifidobacteris en els lactants alimentats així, i microbiota diversa en els quals reben altres aliments. I finalment, després del deslletament, es produeix una microbiota de transició que canvia fins a la microbiota de l'adult.
La microbiota de l'adult està influenciada per una sèrie de factors intrínsecs (secrecions intestinals) i extrínsecs (envelliment, dieta, estrès, antibiòtics i aliments amb components prebiòtics o amb organismes probiòtics).
En estar composta per microorganismes, la microbiota és molt sensible als antibiòtics, i aquests són els principals causants de la seva destrucció, quan ocorre. Es regenera periòdicament, i els microorganismes morts són expulsats amb les femtes.